# うたの木 Gift
『うたの木 Gift』（うたのき ギフト）は2000年12月6日にリリースされた渡辺美里の2枚目のライブ・アルバム。

## 解説
1999年5月28日にBunkamura オーチャードホールにて開催されたコンサート「misato '99 うたの木 春」、同年11月10日に同様にBunkamura オーチャードホールで開催された「misato '99 うたの木 冬の華」を収録した完全限定生産のライブ・アルバム。
渡辺は1999年から、西武ライオンズ球場でのスタジアム・ライブや、ライブツアーとは違った形での音楽活動を、「うたの木」と題して開始した。
同年の「うたの木」は、オーケストラとの共演コンサートであり、そのコンサートのライブ音源を収録したアルバムが本作である。
1曲目から5曲目までが「misato '99 うたの木 春」での収録曲で、6曲目から12曲目までが「misato '99 うたの木 冬の華」での収録曲である。

## 収録曲
- （特記以外）作詞：渡辺美里／編曲・音楽プロデューサー：斉藤恒芳

| #         | タイトル                                                 | 作詞               | 作曲           | 編曲                     | 時間  |
| --------- | -------------------------------------------------------- | ------------------ | -------------- | ------------------------ | ----- |
| 1.        | 「卒業」                                                 |                    | 小室哲哉       |                          | 6:05  |
| 2.        | 「さくらの花の咲くころに」                               |                    | 木根尚登       |                          | 5:33  |
| 3.        | 「ぼくでなくっちゃ」                                     |                    | 渡辺美里       |                          | 3:40  |
| 4.        | 「素顔」                                                 | 大江千里・渡辺美里 | 大江千里       |                          | 5:52  |
| 5.        | 「シンシアリー [Sincerely]」                             |                    | 小林武史       |                          | 7:22  |
| 6.        | 「Welcome」                                              | 渡辺美里・大江千里 | 大江千里       |                          | 6:35  |
| 7.        | 「37.2℃〜夢みるように うたいたい〜」                     |                    | 渡辺美里       |                          | 6:19  |
| 8.        | 「ランナー」                                             |                    | 石井妥師       |                          | 4:06  |
| 9.        | 「グリーン・グリーン」                                   |                    | 石井妥師       | ホーンアレンジ：山本拓夫 | 5:04  |
| 10.       | 「いつか きっと」                                        |                    | 石井恭史       | ホーンアレンジ：山本拓夫 | 5:25  |
| 11.       | 「THE ROSE」                                             | AMANDA McBROOM     | AMANDA McBROOM |                          | 3:24  |
| 12.       | 「My Love Your Love〜たったひとりしかいない あなたへ〜」 |                    | 渡辺美里       |                          | 6:45  |
| 13.       | 「Gift」                                                 | 大江千里           | 石井妥師       | プロデュース：有賀啓雄   | 5:12  |
| 合計時間: | 合計時間:                                                | 合計時間:          | 合計時間:      | 合計時間:                | 71:22 |

## オーケストラ
- サウンドプロデューサー：斉藤恒芳
- 指揮：曽我大介
- オーケストラ：新日本フィルハーモニー交響楽団

## バンドメンバー
- 山本拓夫（サクソフォーン、アドバイザー、ホーンアレンジメント）
- 斉藤恒芳（ピアノ）
- 小倉博和（ギター）
- 有賀啓雄（ベース）
- 渡辺等（ベース）
- 松永俊弥（ドラム）
- 荒木敏男（トランペット）
- 竹野昌邦（サクソフォーン）
- 藤井珠緒（パーカッション）
- 高良久美子（パーカッション）

## 参加ミュージシャン
Gift
- Drums：松永俊弥
- E.Bass：有賀啓雄
- Guitars：佐橋佳幸
- A.Piano：斎藤有太
- Strings：金原千恵子ストリングス
- Synthesizer Programming：橋本茂昭